# Macrozamia cranei
Macrozamia cranei D.L.Jones & P.I.Forst., 1994 è una pianta appartenente alla famiglia delle Zamiaceae, endemica dell'Australia.

## Descrizione
È una cicade con fusto acaule, con diametro di 7-12 cm.
Le foglie, pennate, lunghe 70-90 cm, sono disposte a corona all'apice del fusto e sono rette da un picciolo lungo 15-30 cm; ogni foglia è composta da 100-150 paia di foglioline lanceolate, con margine intero o leggermente incurvato, lunghe mediamente 7-30 cm, di colore grigio-verde.
È una specie dioica con esemplari maschili che presentano coni terminali di forma fusoidale, lunghi 8-22 cm e larghi 2,5-5,5 cm ed esemplari femminili con coni di forma ovoidale lunghi 8-14 cm, e larghi 4,5-6,5 cm.
I semi sono ovoidali, lunghi 20-25 mm, ricoperti da un tegumento di colore rosso.

## Riproduzione
Si riproduce per impollinazione entomofila.

## Distribuzione e habitat
È diffusa nel Queensland, in Australia. Vive nelle foreste di eucalipti su terreni scheletrici in pendenza.

## Conservazione
La IUCN Red List classifica M. cranei come specie in pericolo di estinzione (Endangered).

La specie è inserita nella Appendice II della Convention on International Trade of Endangered Species (CITES).